# Václav Nový
Václav Nový war ein böhmischer Leichtathlet.
Er nahm bei den Olympischen Sommerspielen 1900 am 100-m-Wettbewerb teil. Dort startete er im ersten Vorlauf, über den er allerdings nicht herauskam.